# Football Club Seoul
Il Football Club Seoul, comunemente FC Seul, è una società calcistica sudcoreana con sede a Seul. Milita nella massima divisione calcistica sudcoreana. È di proprietà di GS Sports, facente parte del GS Group.
Fondato nel 1983 con il nome di Lucky-Goldstar Football Club, subì vari cambi di denominazione prima di assumere, nel 2004, l'attuale nome. 
È uno dei club più ricchi e titolati del paese. Ha vinto 6 titoli di K League, 2 Coppe della Corea del Sud, 2 Coppe di Lega e 1 Supercoppe della Corea del Sud.

## Storico della denominazione
- Dal 1983 al 1989: Lucky-Goldstar Football Club
- Dal 1990 al 1995: LG Cheetahs Football Club
- Dal 1996 al 2003: Anyang LG Cheetahs Football Club
- Dal 2004 : Football Club Seoul

## Organico

### Rosa 2023
Rosa aggiornata al 27 settembre 2023
| N. |                          | Ruolo | Calciatore             |
| -- | ------------------------ | ----- | ---------------------- |
| 1  | Corea del Sud (bandiera) | P     | Yu Sang-hun            |
| 2  | Corea del Sud (bandiera) | D     | Hwang Hyun-soo         |
| 3  | Corea del Sud (bandiera) | D     | Kim Nam-chun           |
| 5  | Spagna (bandiera)        | C     | Osmar Barba (capitano) |
| 6  | Corea del Sud (bandiera) | D     | Kim Ju-sung            |
| 7  | Croazia (bandiera)       | A     | Marko Dugandžić        |
| 8  | Corea del Sud (bandiera) | C     | Ki Sung-yueng          |
| 9  | Uzbekistan (bandiera)    | C     | Ikrom Aliboyev         |
| 10 | Corea del Sud (bandiera) | A     | Park Chu-young         |
| 11 | Corea del Sud (bandiera) | A     | Cho Young-wook         |
| 13 | Corea del Sud (bandiera) | C     | Ko Yo-han              |
| 15 | Corea del Sud (bandiera) | D     | Kim Won-sik            |
| 16 | Corea del Sud (bandiera) | C     | Ju Se-jong             |
| 17 | Corea del Sud (bandiera) | C     | Kim Jin-ya             |
| 18 | Corea del Sud (bandiera) | A     | Lee Seung-jae          |
| 19 | Corea del Sud (bandiera) | A     | Yun Ju-tae             |
| 20 | Corea del Sud (bandiera) | D     | Cha Oh-yeon            |
| 21 | Corea del Sud (bandiera) | P     | Yang Han-been          |

| N. |                          | Ruolo | Calciatore      |
| -- | ------------------------ | ----- | --------------- |
| 22 | Corea del Sud (bandiera) | D     | Yun Young-sun   |
| 23 | Corea del Sud (bandiera) | D     | Yoon Jong-gyu   |
| 24 | Corea del Sud (bandiera) | C     | Jung Hyun-cheol |
| 26 | Corea del Sud (bandiera) | C     | Kim Jin-seong   |
| 27 | Corea del Sud (bandiera) | C     | Ko Kwang-min    |
| 28 | Corea del Sud (bandiera) | C     | Kang Sang-hee   |
| 29 | Corea del Sud (bandiera) | C     | Kim Min-su      |
| 30 | Corea del Sud (bandiera) | P     | Jeong Jin-wook  |
| 31 | Corea del Sud (bandiera) | P     | Baek Jong-beom  |
| 32 | Inghilterra (bandiera)   | A     | Jesse Lingard   |
| 33 | Corea del Sud (bandiera) | A     | Lee In-gyu      |
| 34 | Corea del Sud (bandiera) | D     | Cho Seok-young  |
| 35 | Corea del Sud (bandiera) | C     | Yang Yu-min     |
| 36 | Corea del Sud (bandiera) | C     | Kwon Sung-yun   |
| 37 | Corea del Sud (bandiera) | A     | Jung Han-min    |
| 38 | Corea del Sud (bandiera) | A     | Oh Min-kyu      |
| 39 | Corea del Sud (bandiera) | C     | Song Jin-hyung  |
| 40 | Corea del Sud (bandiera) | D     | Kim Won-gun     |
| 66 | Corea del Sud (bandiera) | C     | Han Seung-gyu   |

## Palmarès

### Competizioni nazionali
- Campionato sudcoreano: 6

1985, 1990, 2000, 2010, 2012, 2016
- Coppa di Corea del Sud: 2

1998, 2015
- Supercoppa di Corea del Sud: 1

1999
- Coppa di Lega sudcoreana: 2

2006, 2010

### Altri piazzamenti
- K League 1:

Secondo posto: 1993, 2001, 2008
Terzo posto: 2014, 2019
- Coppa della Corea del Sud:

Finalista: 2014, 2016
- Korean League Cup:

Finalista: 1992, 1994, 1999, 2007
- Supercoppa della Corea del Sud:

Finalista: 1999
- AFC Champions League:

Finalista: 2001-2002, 2013
Semifinalista: 2014, 2016
- King's Cup:

Terzo posto: 1989